# Junker Gruppe
Junker Gruppe (skupina JUNKER) je jediným vlastníkem řízená firemní skupina, ke které patří značky JUNKER, LTA a ZEMA. S více než 1 500 zaměstnanci ve 14 firemních závodech po celém světě je jedním z největších výrobců strojů pro broušení CBN a korundem. Do škály jejích produktů patří rovněž filtrační systémy pro průmyslové čištění vzduchu.

## Historie

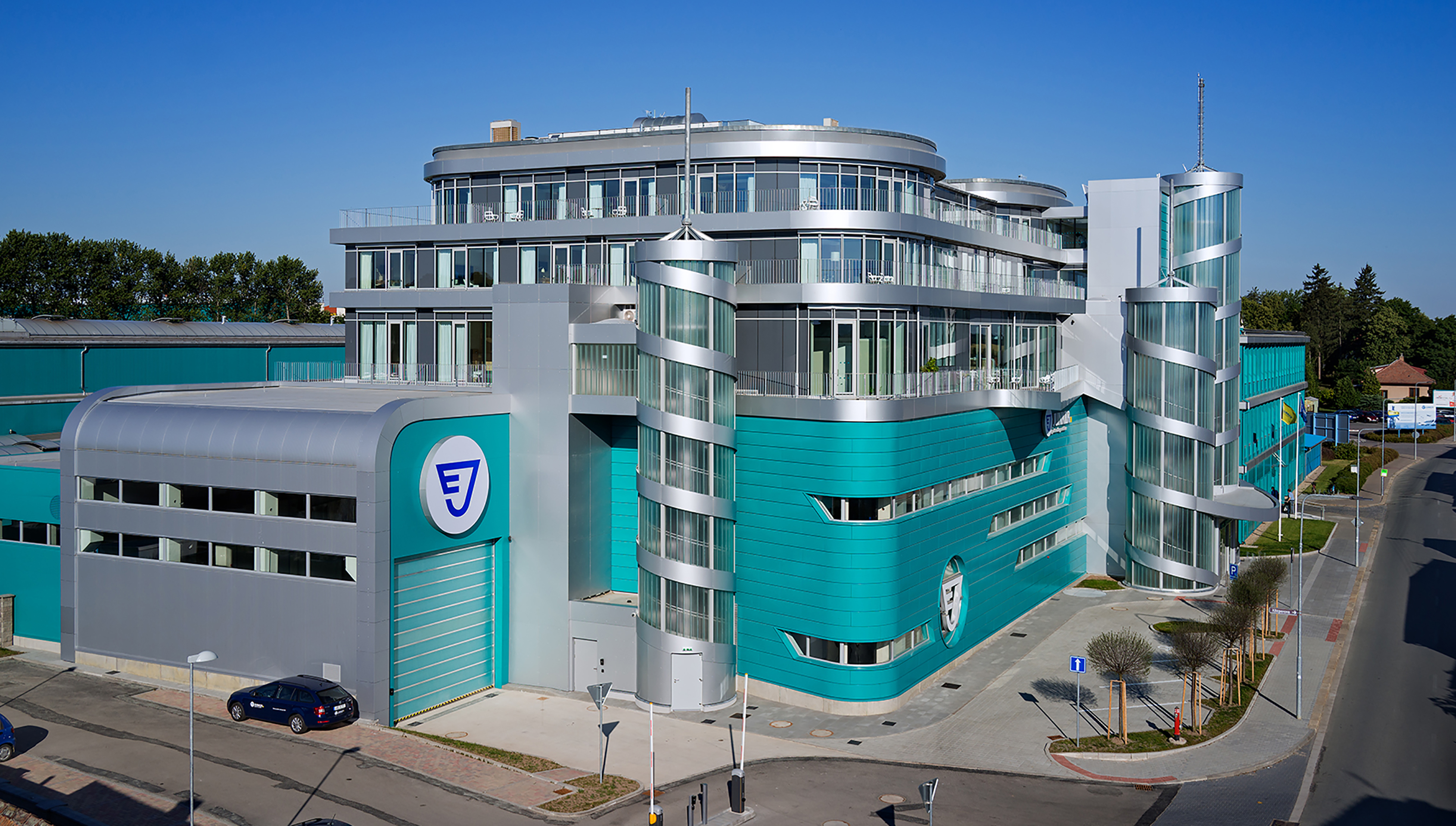
Závod v Holicích

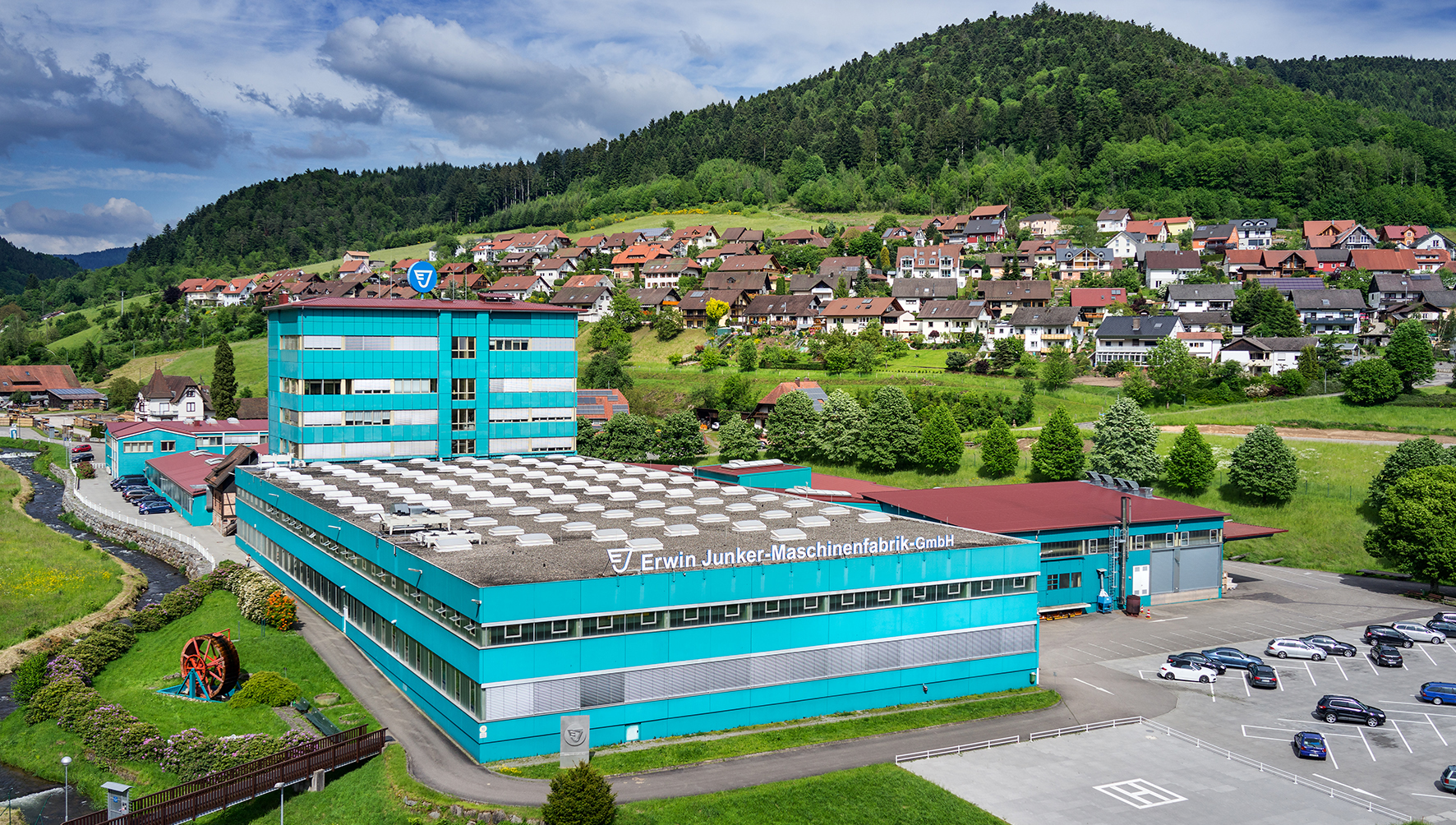
Hlavní sídlo v Nordrachu

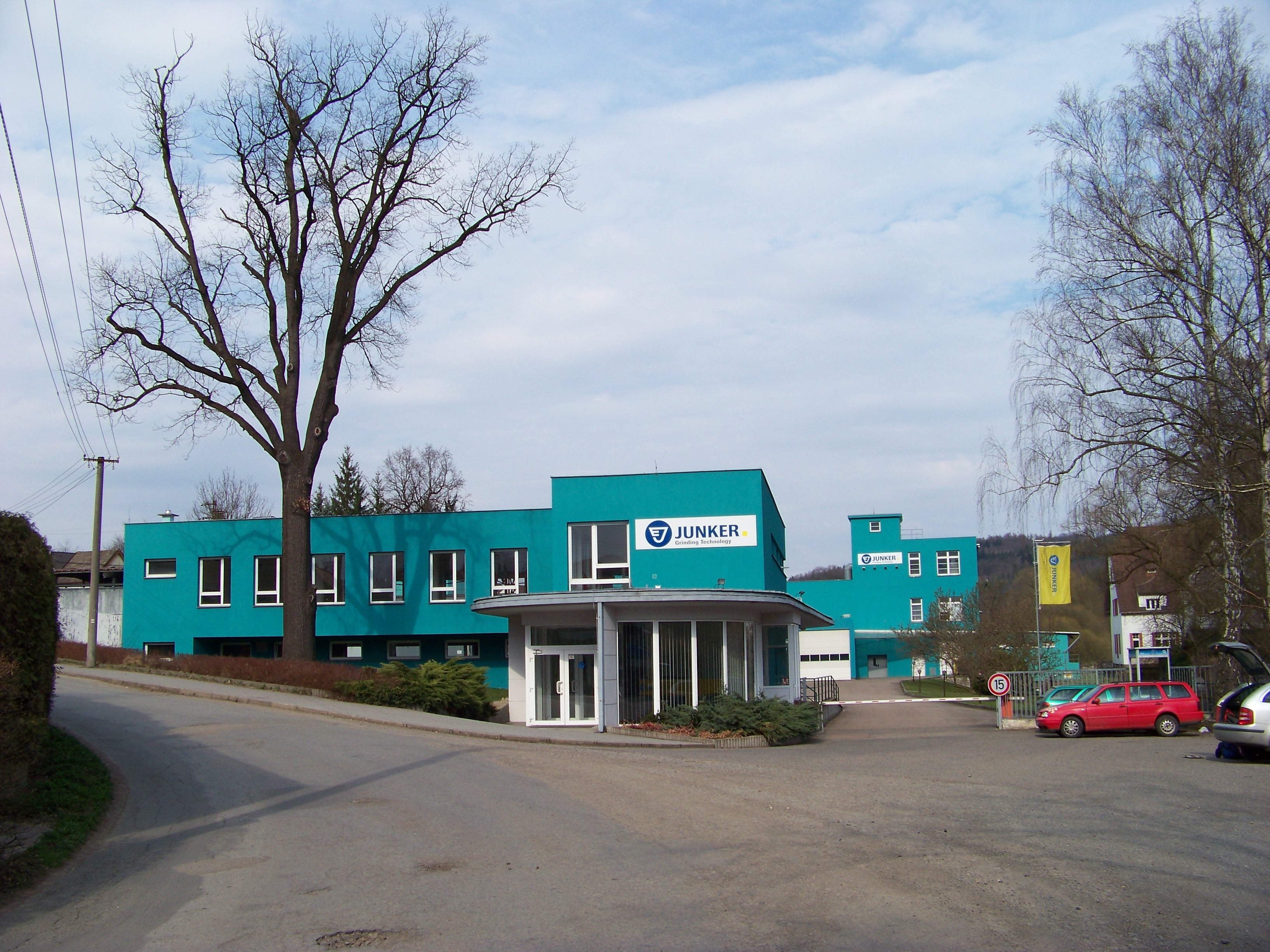
Erwin Junker Grinding Technology ve Čtyřkolech

V roce 1962 založil Erwin Junker svou firmu „Erwin Junker Maschinen- und Apparatebau“. V roce 1977 vznikly první samostatné závody v Německu a v USA. V roce 1980 byla v Achern založena firma LTA Lufttechnik GmbH, která vyrábí filtrační systémy. V roce 1992 převzal Erwin Junker tři české výrobce brousicích strojů, čímž vznikla skupina JUNKER. V roce 1995 učinila skupina JUNKER důležitý krok otevřením technologického centra v Nordrachu a podpořila tím technologický význam německého závodu. Ve stejném roce byla do skupiny JUNKER začleněna firma LTA Lufttechnik GmbH. V roce 2003 byla založena pobočka v Šanghaji. V roce 2007 se sloučily české firemní závody do firmy Erwin Junker Grinding Technology a.s. s hlavním sídlem v Mělníku, tato firma byla v následujících letech opakovaně rozšiřována.V roce 2009 otevřela skupina JUNKER distribuční a servisní pobočku v Indii. O dva roky později následovala Brazílie, v roce 2012 zahájila činnost pobočka v Rusku a v roce 2014 byla otevřena pobočka v Mexiku. Od roku 2015 patří k firemní skupině rovněž brazilský výrobce brousicích strojů ZEMA Zselics Ltda. Hlavní sídlo skupiny JUNKER je v německém Nordrachu u Offenburgu.
Výrobní závody se mimoto nacházejí v České republice na Mělníku, v Holicích, ve Čtyřkolech a ve Středoklukách. Další prodejní a servisní pobočky existují v Brazílii, Číně, Německu, Indii, Mexiku, Rusku, České republice, Turecku a USA. V květnu 2015 byla otevřena Technická akademie Erwina Junkera v Holicích, jejímž úkolem je zajistit vzdělávání kvalifikovaných pracovníků. V roce 2016 byla zřízena nadace „Fabrikant Erwin Junker Stiftung“. Ve stejném roce došlo k založení firmy LTA Industrial Air Cleaning v USA a o rok později zahájila svou činnost firma LTA Industrial Air Cleaning Systems s.r.o. v České republice.

## Inovace

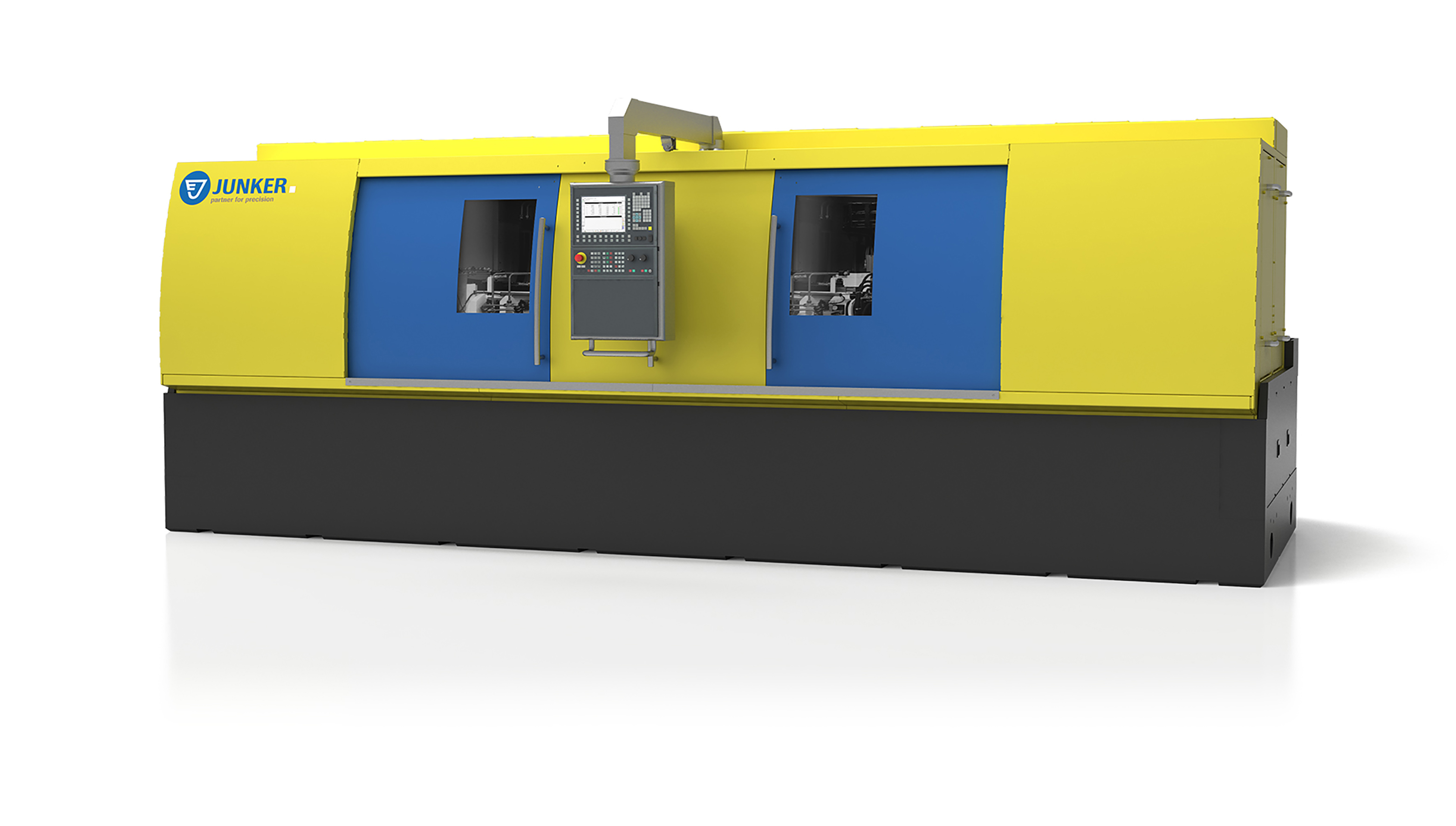
Stroj JUCENTER

Skupina JUNKER disponuje zásadními technologiemi v oboru průmyslového broušení, které díky inovacím a patentovaným postupům rozvíjí od roku 1962. Již několik málo let po svém vzniku přinesla firma JUNKER na trh světovou novinku, kterou byl první plně automatický brousicí stroj pro výrobu drážek závitníků. V roce 1978 položila firma JUNKER základní kámen dalšího vývoje, když představila své stroje pro vysokorychlostní broušení s CBN. V polovině 80. let 20. století se firma se svými zásadními vynálezy stala partnerem automobilového průmyslu. Do tohoto období patří vynález stroje Quickpoint z roku 1984. Díky broušení pomocí kontaktního bodu bylo možné vytvořit libovolné tvary obrobku při jediném upnutí. Počítačem řízený pohyb brousicího kotouče přesně sleduje naprogramovanou dráhu a obrábí téměř každý materiál od plastů až po slinuté karbidy. V roce 2003 přišla firma JUNKER na trh s prvním vysokorychlostním CBN brousicím strojem JUCRANK pro kompletní obrábění klikových hřídelí na jedno upnutí. Dalšího milníku bylo dosaženo v roce 2008, kdy byl představen stroj typu JUCENTER. Tento vysoce výkonný CBN brousicí stroj v sobě spojuje dvě stanice které rozšiřují možnosti obrábění.

## Obory činnosti
Skupina JUNKER působí v obchodních oblastech Stroje, Servis, Technologie a Equipment. Největší podíl na obratu představují brousicí stroje pro vysoce přesné obrábění kovů.

## Ceny a vyznamenání

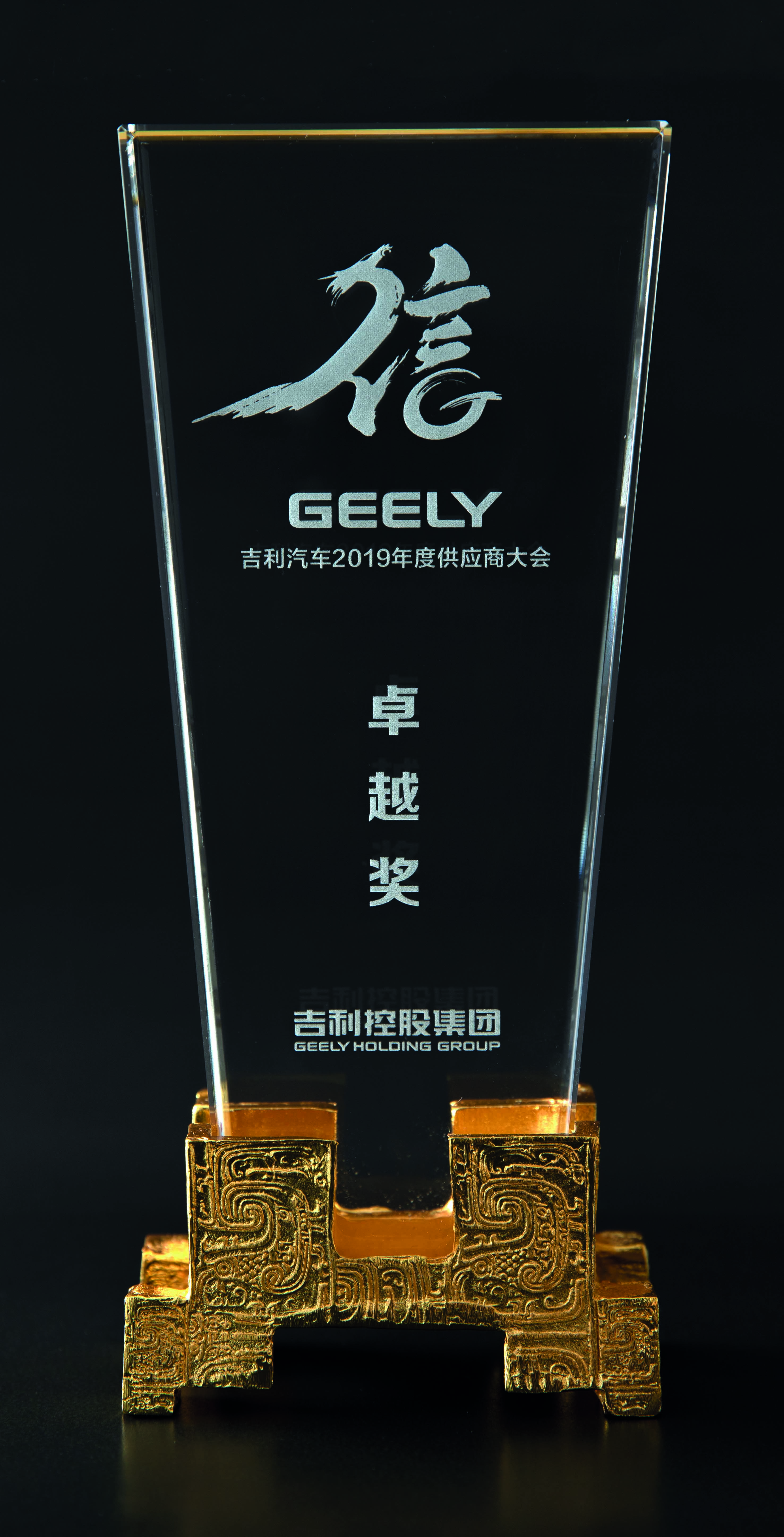
Ocenění od společnosti Geely: „Excellence 2019“

Skupina JUNKER je držitelem více než 80 patentů a byla oceněna mnoha vyznamenáními. K nim patří např. cena kvality koncernu Volkswagen „Formel Q“ (1998), vyznamenání „Leader of Technology“ od firmy Tianrun (2012) a Chery Automobile Co., Ltd. (2013). SAIC General Motors Co., Ltd. udělila skupině JUNKER v Šanghaji ocenění „Best Supplier Award“ (každoročně v letech 2014–2017). V roce 2015 následovalo vyznamenání „Global Supplier Award“ od firmy Robert Bosch GmbH. Skupina JUNKER navíc v roce 2017 získala cenu od firmy Getrag B.V. & Co. KG. A hned v následujícím roce jí bylo uděleno ocenění „Best Supplier Award“ od firmy Zhejiang Geely Automobile Parts & Components. A hned v následujícím roce jí bylo uděleno ocenění „Best Supplier Award“ od firmy Zhejiang Geely Automobile Parts & Components za „Rozšíření výrobní kapacity“. V březnu 2019 byla společnosti JUNKER podruhé za sebou jako jedinému evropskému dodavateli strojů udělena cena „Excellence Award“. Pro skupinu Junker je tato cena zvláštním oceněním jakož i důležitou referencí pro zákazníky.

## Technická akademie Holice
V roce 2015 založila skupina JUNKER Technickou akademii v rámci českého závodu v Holicích. Firma tak reagovala na nedostatek kvalifikovaných technických odborníků na zdejším pracovním trhu. V červnu 2017 absolvoval první ročník dvouleté studium. A hned v následujícím roce jí bylo uděleno ocenění „Best Supplier Award“ od firmy Zhejiang Geely Automobile Parts & Components za „Rozšíření výrobní kapacity“. V březnu 2019 byla společnosti JUNKER podruhé za sebou jako jedinému evropskému dodavateli strojů udělena cena „Excellence Award“. Pro skupinu Junker je tato cena zvláštním oceněním jakož i důležitou referencí pro zákazníky.

## Sociální angažovanost
Skupina JUNKER přebírá společenskou odpovědnost a angažuje se jako mecenáš a sponzor. V obcích, v nichž se nacházejí její závody, podporuje skupina JUNKER různé sociální a ekologické projekty. Navíc podporuje školy a školky v Německu a v České republice.